# Луненберг (округ)
Округ Луненберг (англ. Lunenburg County) располагается в США, в штате Виргиния. По состоянию на 2010 год, численность населения составляла 12 914 человек. Был образован в 1746 году, получил своё название в честь немецкого герцогства и исторической местности Брауншвейг-Люнебург.

## География
По данным Бюро переписи США, общая площадь округа равняется 1120 км², из которых 1118 км² суша и 2 км² или 0,16 % это водоёмы.

### Соседние округа
- Брансуик (Виргиния) — восток
- Шарлотт (Виргиния) — запад
- Мекленберг (Виргиния) — юг
- Ноттовей (Виргиния) — северо-восток
- Принс-Эдуард (Виргиния) — север

## Демография
По данным переписи населения 2000 года в округе проживает 13 146 жителей в составе 4 998 домашних хозяйств и 3 383 семей. Плотность населения составляет 12 человек на км². На территории округа насчитывается 5 736 жилых строений, при плотности застройки 5 строений на км². Расовый состав населения: белые — 59,12 %, афроамериканцы — 38,58 %, коренные американцы (индейцы) — 0,16 %, азиаты — 0,21 %, гавайцы — 0,05 %, представители других рас — 0,75 %, представители двух или более рас — 1,14 %. Испаноязычные составляли 1,79 % населения независимо от расы.
В составе 27,30 % из общего числа домашних хозяйств проживают дети в возрасте до 18 лет, 49,50 % домашних хозяйств представляют собой супружеские пары проживающие вместе, 13,30 % домашних хозяйств представляют собой одиноких женщин без супруга, 32,30 % домашних хозяйств не имеют отношения к семьям, 28,70 % домашних хозяйств состоят из одного человека, 14,70 % домашних хозяйств состоят из престарелых (65 лет и старше), проживающих в одиночестве. Средний размер домашнего хозяйства составляет 2,39 человека, и средний размер семьи 2,91 человека.
Возрастной состав округа: 21,30 % моложе 18 лет, 8,00 % от 18 до 24, 28,10 % от 25 до 44, 25,80 % от 45 до 64 и 16,80 % от 65 и старше. Средний возраст жителя округа 40 лет. На каждые 100 женщин приходится 113,80 мужчин. На каждые 100 женщин старше 18 лет приходится 115,70 мужчин.
Средний доход на домохозяйство в округе составлял 27 899 USD, на семью — 34 302 USD. Среднестатистический заработок мужчины был 26 496 USD против 20 237 USD для женщины. Доход на душу населения составлял 14 951 USD. Около 14,90 % семей и 20,00 % общего населения находились ниже черты бедности, в том числе — 27,30 % молодежи (тех кому ещё не исполнилось 18 лет) и 22,80 % тех кому было уже больше 65 лет.